# Acanthepeira stellata
Acanthepeira stellata là một loài nhện trong họ Araneidae.
Loài này thuộc chi Acanthepeira. Acanthepeira stellata được Charles Athanase Walckenaer miêu tả năm 1805.